# Bréville-sur-Mer

Bréville-sur-Mer este o comună în departamentul Manche, Franța. În 2009 avea o populație de 803 de locuitori.